# 申鹏
申鹏（1985年7月17日—），河北唐山人，象棋棋手。2004年，申鹏获得全国一级棋士赛的第一名，成为了象棋大师。2016年，在亚洲象棋锦标赛上，申鹏与队友协作赢得了团体比赛的冠军，并因此晋升为象棋特级大师。